# 貝茨 (愛達荷州)
貝茨（英語：Bates）是位於美國愛達荷州提頓縣的一個非建制地區。該地的面積和人口皆未知。

## 地理
貝茨的座標為43°41′20″N 111°12′03″W / 43.68889°N 111.20083°W，而該地的平均海拔高度為1840米（即6037英尺）。